# 埃律西昂
24°44′N 150°00′E / 24.74°N 150°E

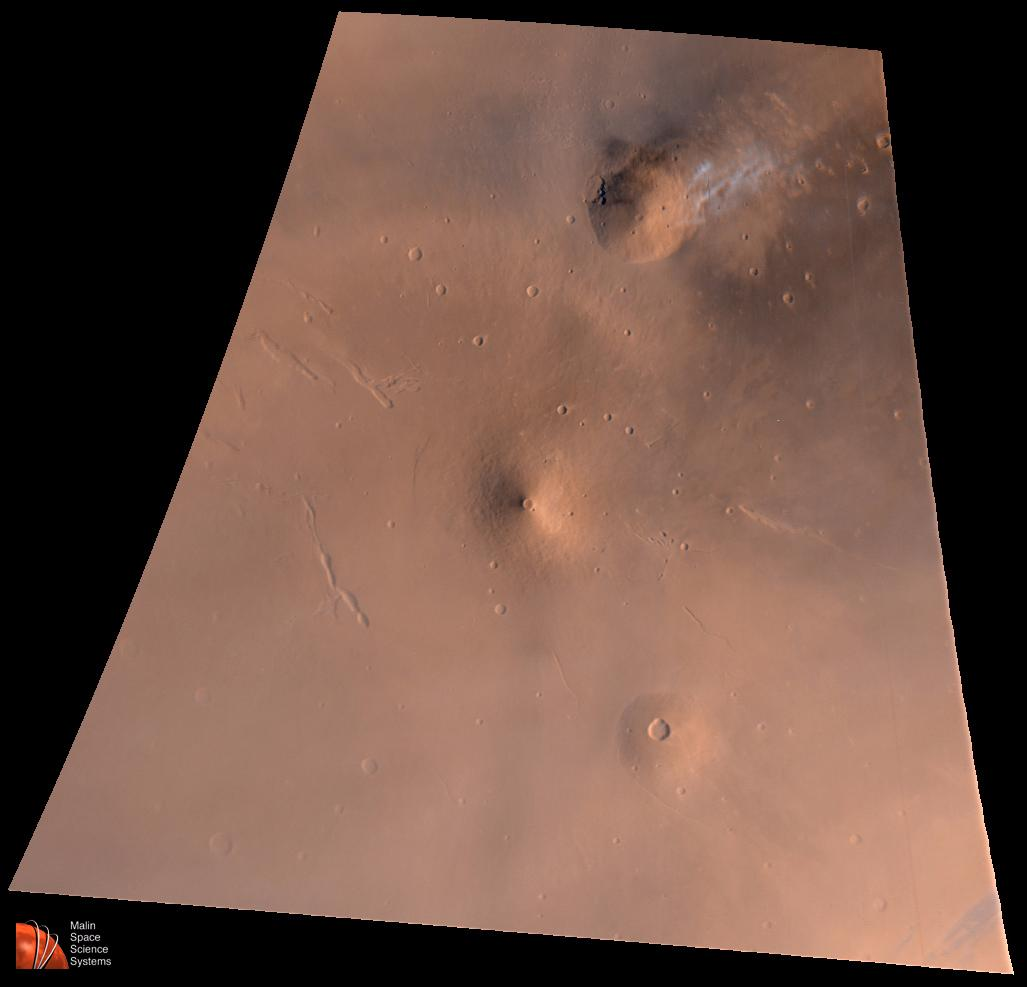
埃律西昂火山群

埃律西昂（Elysium）是火星上的一片亮區，但更廣泛指稱以埃律西昂山為中心的廣大範圍，遍佈火山及洪水遺跡，而南方的埃律西昂平原更是有著火星最近期的火山、洪水活動（於晚亞馬遜紀）。位於北緯24.74度，東經150度，語源為希臘神話中英雄死後靈魂前往的至福乐土，位於西方的盡頭。

## 地理

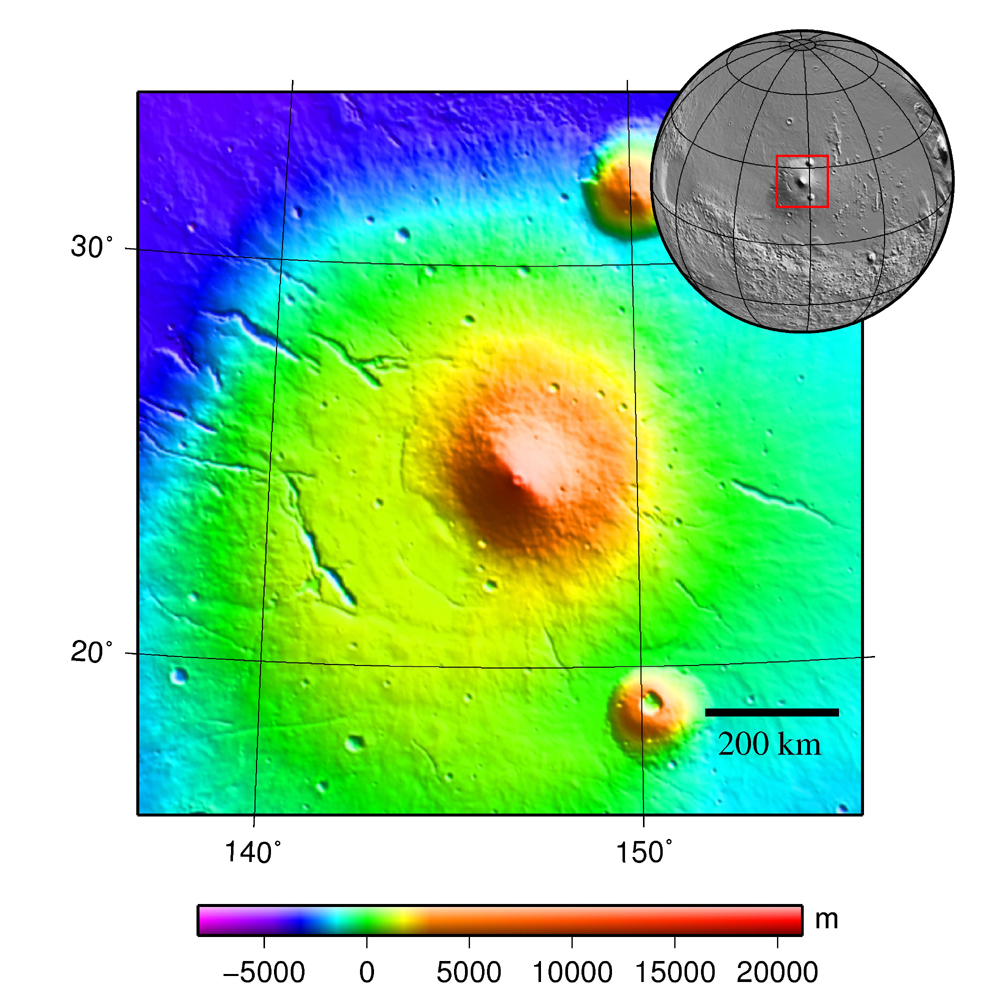
埃律西昂火山群

埃律西昂包含三座主要火山，以埃律西昂山為主體，東北和東南各有赫卡特斯山和歐伯山。埃律西昂山的東西側山坡分佈很多西北－東南向的峽谷。南接埃律西昂平原，西北接烏托邦平原，東北接阿卡迪亞平原，東鄰亞馬遜平原。
東南方和亞馬遜平原之間有一片低海拔、充滿撞擊坑的古老崎嶇地區，因充滿小圓丘稱為瘤狀地形（knobby terrain）。東北和阿卡迪亞平原之間有一道南北向的山脈：弗雷葛拉山脈（Phlegra Montes），比周圍平原高出約兩千公尺。更往東，則有艾爾柏斯山脈（Erebus Montes），比較像是露出平原的古老崎嶇地塊。其南則有歐克斯山（Orcus Patera），Patera意思是「不規則環形山，或指複雜、多弧形邊的火山口」（页面存档备份，存于），因此它的古怪外形曾讓人爭論它到底是撞擊坑還是巨火山口（目前較傾向為火山口）。再往西，也就是埃律西昂火山群東南，有一條東北－西南向的山脈：塔塔勒斯山脈（Tartarus Montes），均高約一千公尺，被數條槽溝橫切。

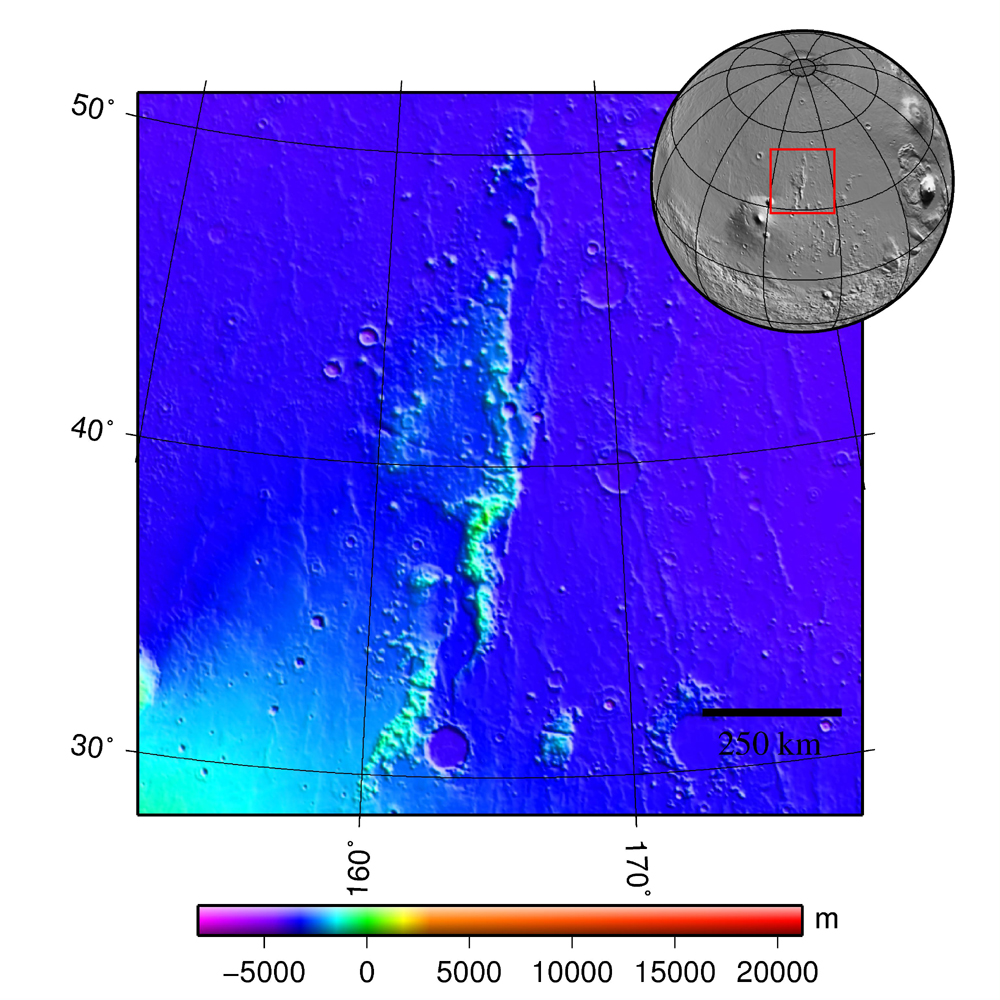
弗雷葛拉山脈
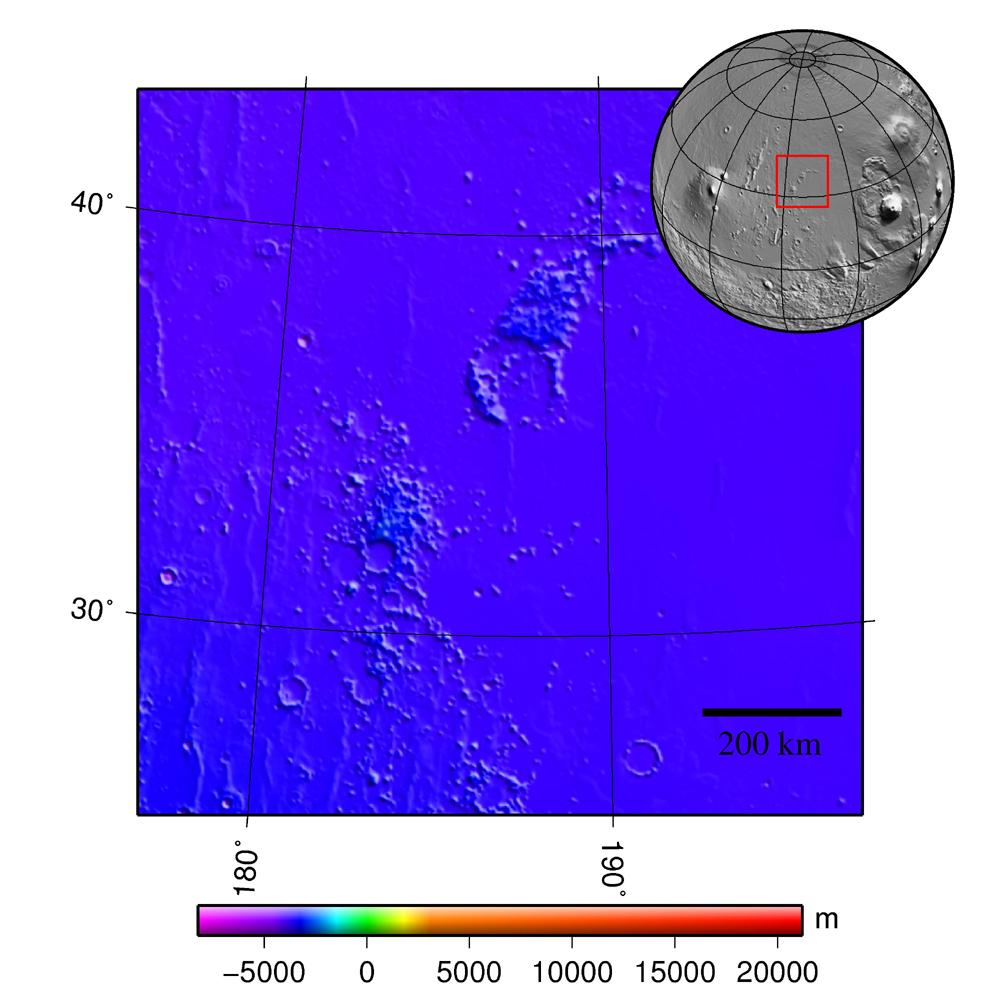
艾爾柏斯山脈
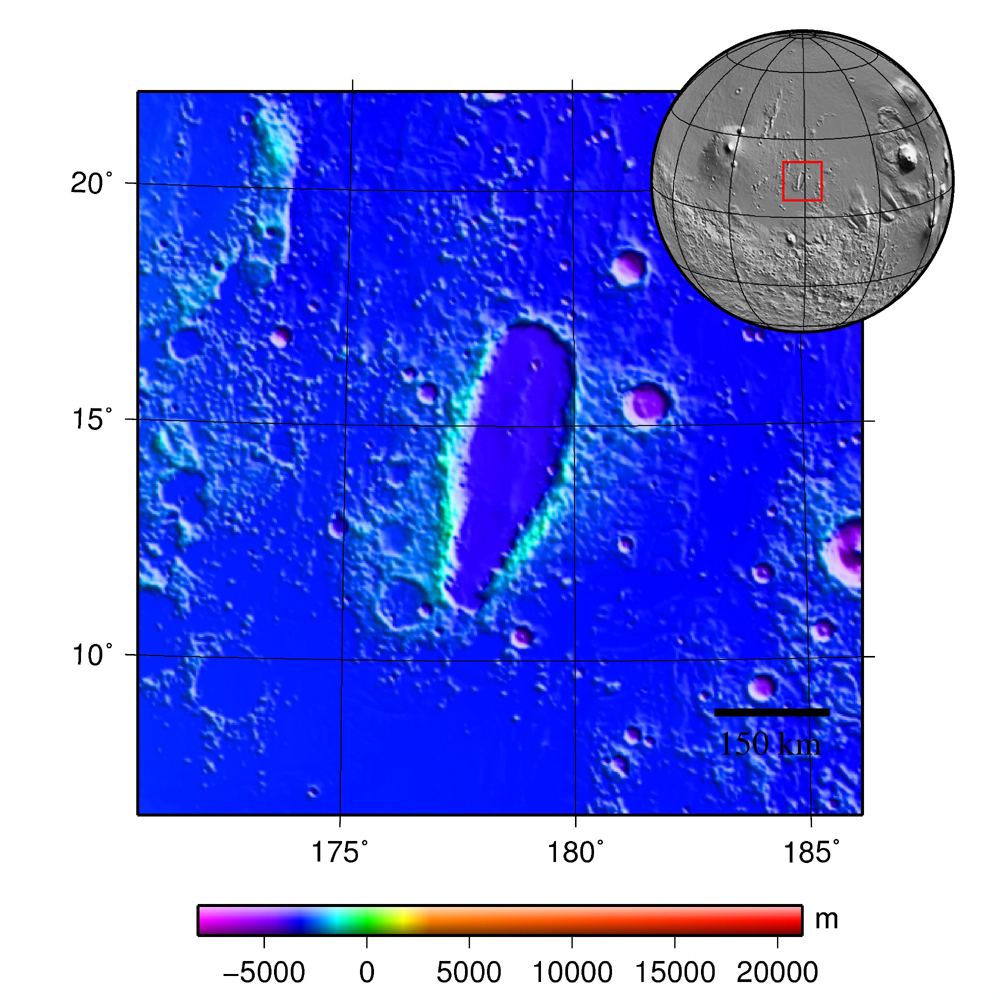
歐克斯山
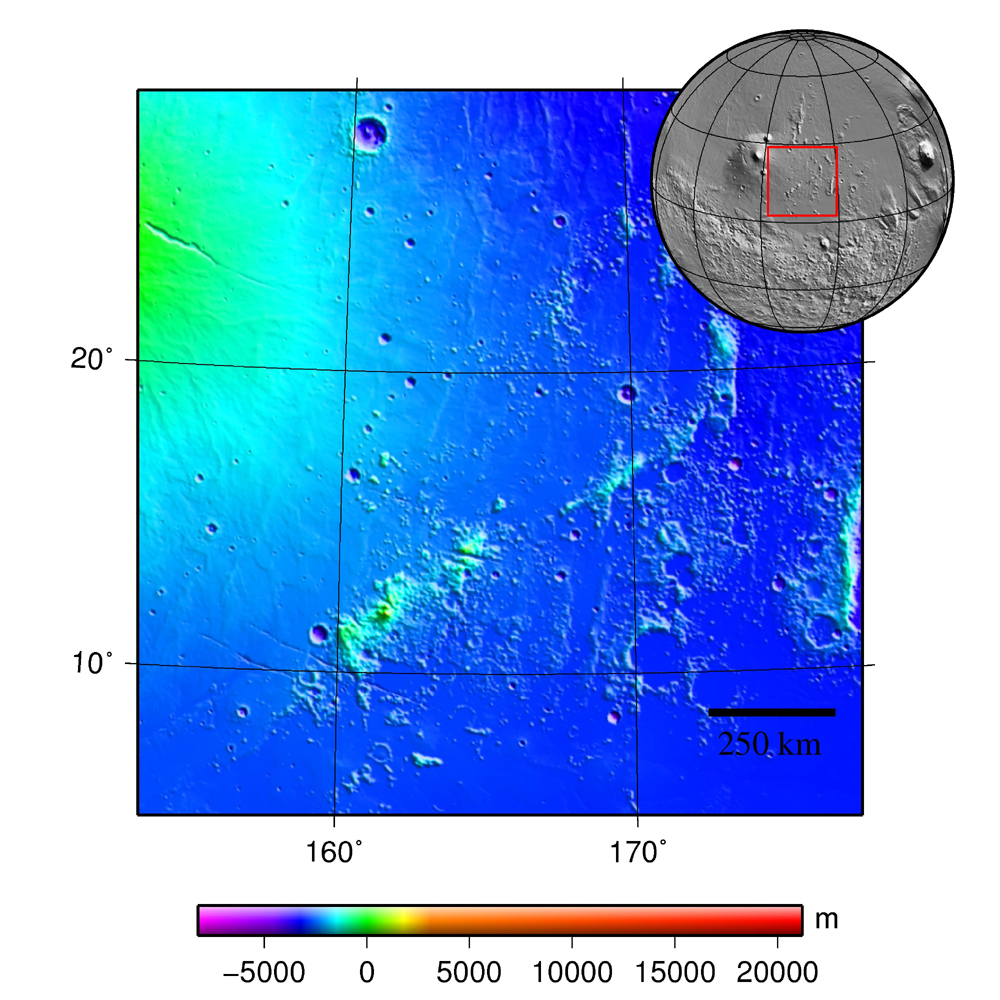
塔塔勒斯山脈